# Lista di asteroidi (584001-585000)
Di seguito una lista di asteroidi dal numero 584001  al 585000 con data di scoperta e scopritore.

## 584001–584100
| Nome   | Designazione provvisoria | Data di scoperta  | Scopritore             |
| ------ | ------------------------ | ----------------- | ---------------------- |
| 584001 | 2016 QA105               | 31 agosto 2016    | Mount Lemmon Survey    |
| 584002 | 2016 QE105               | 30 agosto 2016    | Pan-STARRS             |
| 584003 | 2016 QH105               | 29 agosto 2016    | Mount Lemmon Survey    |
| 584004 | 2016 QW105               | 28 agosto 2016    | Mount Lemmon Survey    |
| 584005 | 2016 QX105               | 30 agosto 2016    | Mount Lemmon Survey    |
| 584006 | 2016 QS106               | 30 agosto 2016    | Pan-STARRS             |
| 584007 | 2016 QX106               | 27 agosto 2016    | Pan-STARRS             |
| 584008 | 2016 QW110               | 30 agosto 2016    | Mount Lemmon Survey    |
| 584009 | 2016 RB                  | 31 luglio 2005    | NEAT                   |
| 584010 | 2016 RO2                 | 24 gennaio 2015   | Pan-STARRS             |
| 584011 | 2016 RP3                 | 27 febbraio 2015  | Pan-STARRS             |
| 584012 | 2016 RV4                 | 26 maggio 2015    | Pan-STARRS             |
| 584013 | 2016 RL6                 | 11 ottobre 2006   | NEAT                   |
| 584014 | 2016 RY6                 | 25 novembre 2011  | Pan-STARRS             |
| 584015 | 2016 RM7                 | 20 ottobre 2006   | Spacewatch             |
| 584016 | 2016 RO8                 | 29 luglio 2005    | NEAT                   |
| 584017 | 2016 RG10                | 4 settembre 2011  | Pan-STARRS             |
| 584018 | 2016 RU11                | 11 dicembre 2002  | NEAT                   |
| 584019 | 2016 RY11                | 7 giugno 2016     | Pan-STARRS             |
| 584020 | 2016 RB12                | 18 maggio 2015    | Pan-STARRS             |
| 584021 | 2016 RK14                | 14 novembre 2007  | Spacewatch             |
| 584022 | 2016 RH15                | 29 settembre 2011 | Mount Lemmon Survey    |
| 584023 | 2016 RA16                | 3 novembre 2005   | Mount Lemmon Survey    |
| 584024 | 2016 RF16                | 4 aprile 2014     | Mount Lemmon Survey    |
| 584025 | 2016 RL16                | 8 luglio 2005     | Spacewatch             |
| 584026 | 2016 RU16                | 15 dicembre 2001  | SDSS Collaboration     |
| 584027 | 2016 RD19                | 20 dicembre 2014  | Pan-STARRS             |
| 584028 | 2016 RM23                | 3 novembre 2011   | Spacewatch             |
| 584029 | 2016 RK26                | 15 gennaio 2013   | ESA OGS                |
| 584030 | 2016 RS26                | 18 novembre 2006  | Mount Lemmon Survey    |
| 584031 | 2016 RC29                | 28 marzo 2015     | Pan-STARRS             |
| 584032 | 2016 RB30                | 21 settembre 2011 | CSS                    |
| 584033 | 2016 RP30                | 1 agosto 2000     | M. W. Buie, S. D. Kern |
| 584034 | 2016 RQ31                | 30 agosto 2006    | LONEOS                 |
| 584035 | 2016 RS31                | 10 settembre 2016 | Mount Lemmon Survey    |
| 584036 | 2016 RB32                | 4 luglio 2010     | Mount Lemmon Survey    |
| 584037 | 2016 RE32                | 21 maggio 2015    | Pan-STARRS             |
| 584038 | 2016 RV32                | 24 marzo 2014     | Pan-STARRS             |
| 584039 | 2016 RE35                | 30 agosto 2005    | Spacewatch             |
| 584040 | 2016 RO35                | 3 ottobre 2006    | Mount Lemmon Survey    |
| 584041 | 2016 RR35                | 14 luglio 2016    | Pan-STARRS             |
| 584042 | 2016 RW37                | 19 novembre 2003  | Spacewatch             |
| 584043 | 2016 RZ37                | 28 settembre 1994 | Spacewatch             |
| 584044 | 2016 RK38                | 27 ottobre 2011   | Mount Lemmon Survey    |
| 584045 | 2016 RX38                | 30 agosto 2005    | Spacewatch             |
| 584046 | 2016 RG41                | 25 gennaio 2015   | Pan-STARRS             |
| 584047 | 2016 RX41                | 30 agosto 2005    | NEAT                   |
| 584048 | 2016 RA42                | 30 agosto 2005    | Spacewatch             |
| 584049 | 2016 RH43                | 1 ottobre 2005    | Mount Lemmon Survey    |
| 584050 | 2016 RV44                | 9 settembre 2007  | Spacewatch             |
| 584051 | 2016 RC45                | 24 ottobre 2011   | Pan-STARRS             |
| 584052 | 2016 RZ45                | 30 novembre 2011  | Mount Lemmon Survey    |
| 584053 | 2016 RB46                | 12 settembre 2016 | Mount Lemmon Survey    |
| 584054 | 2016 RE46                | 10 settembre 2016 | Mount Lemmon Survey    |
| 584055 | 2016 RF46                | 24 ottobre 2011   | Pan-STARRS             |
| 584056 | 2016 RH46                | 7 novembre 2008   | Mount Lemmon Survey    |
| 584057 | 2016 RP46                | 30 settembre 2011 | Spacewatch             |
| 584058 | 2016 RD47                | 21 febbraio 2002  | Spacewatch             |
| 584059 | 2016 RK47                | 24 ottobre 2011   | Pan-STARRS             |
| 584060 | 2016 RT47                | 18 settembre 2001 | SDSS Collaboration     |
| 584061 | 2016 RV47                | 22 ottobre 2006   | NEAT                   |
| 584062 | 2016 RE48                | 27 dicembre 2006  | Mount Lemmon Survey    |
| 584063 | 2016 RU48                | 22 maggio 2015    | Pan-STARRS             |
| 584064 | 2016 RE49                | 12 settembre 2016 | Mount Lemmon Survey    |
| 584065 | 2016 RF49                | 25 aprile 2015    | Pan-STARRS             |
| 584066 | 2016 RQ49                | 2 ottobre 2005    | NEAT                   |
| 584067 | 2016 RU49                | 30 agosto 2016    | Mount Lemmon Survey    |
| 584068 | 2016 RB50                | 2 settembre 2016  | Mount Lemmon Survey    |
| 584069 | 2016 RL50                | 12 settembre 2016 | Pan-STARRS             |
| 584070 | 2016 RO51                | 10 febbraio 1996  | Spacewatch             |
| 584071 | 2016 RW61                | 6 settembre 2016  | Mount Lemmon Survey    |
| 584072 | 2016 SB2                 | 1 ottobre 2011    | Mount Lemmon Survey    |
| 584073 | 2016 SV2                 | 6 novembre 2008   | Spacewatch             |
| 584074 | 2016 SO4                 | 13 luglio 2016    | Pan-STARRS             |
| 584075 | 2016 SB5                 | 26 giugno 2011    | Mount Lemmon Survey    |
| 584076 | 2016 SS6                 | 13 febbraio 2008  | Spacewatch             |
| 584077 | 2016 SL7                 | 16 dicembre 2004  | Spacewatch             |
| 584078 | 2016 SC8                 | 24 ottobre 2011   | Pan-STARRS             |
| 584079 | 2016 SS8                 | 19 settembre 2011 | Pan-STARRS             |
| 584080 | 2016 SJ11                | 21 ottobre 2011   | Spacewatch             |
| 584081 | 2016 SN11                | 5 ottobre 2005    | CSS                    |
| 584082 | 2016 SS11                | 28 ottobre 2011   | Mount Lemmon Survey    |
| 584083 | 2016 SU12                | 16 agosto 2016    | Pan-STARRS             |
| 584084 | 2016 SW12                | 31 ottobre 2011   | L. Elenin              |
| 584085 | 2016 SY13                | 9 novembre 2013   | Pan-STARRS             |
| 584086 | 2016 SD16                | 31 agosto 2005    | Spacewatch             |
| 584087 | 2016 SP16                | 25 gennaio 2015   | Pan-STARRS             |
| 584088 | 2016 SX17                | 13 marzo 2008     | Spacewatch             |
| 584089 | 2016 SA20                | 22 dicembre 2012  | Pan-STARRS             |
| 584090 | 2016 SK20                | 4 settembre 2016  | Mount Lemmon Survey    |
| 584091 | 2016 SU20                | 2 agosto 2016     | Pan-STARRS             |
| 584092 | 2016 SD22                | 3 ottobre 2006    | Mount Lemmon Survey    |
| 584093 | 2016 ST22                | 25 maggio 2015    | Pan-STARRS             |
| 584094 | 2016 SE23                | 21 aprile 2009    | Spacewatch             |
| 584095 | 2016 SE24                | 14 settembre 2005 | Spacewatch             |
| 584096 | 2016 SN24                | 23 settembre 2011 | Pan-STARRS             |
| 584097 | 2016 SN25                | 16 novembre 2009  | Mount Lemmon Survey    |
| 584098 | 2016 SS28                | 28 febbraio 2008  | Mount Lemmon Survey    |
| 584099 | 2016 SD29                | 18 settembre 2011 | Mount Lemmon Survey    |
| 584100 | 2016 SS29                | 19 settembre 2003 | Spacewatch             |

## 584101–584200
| Nome   | Designazione provvisoria | Data di scoperta  | Scopritore          |
| ------ | ------------------------ | ----------------- | ------------------- |
| 584101 | 2016 SD30                | 21 maggio 2015    | Pan-STARRS          |
| 584102 | 2016 SE30                | 12 agosto 2010    | Spacewatch          |
| 584103 | 2016 SU30                | 16 maggio 2009    | Spacewatch          |
| 584104 | 2016 SW30                | 24 luglio 2015    | Pan-STARRS          |
| 584105 | 2016 SL31                | 5 agosto 2005     | NEAT                |
| 584106 | 2016 SU32                | 21 ottobre 2011   | Mount Lemmon Survey |
| 584107 | 2016 SP33                | 25 aprile 2015    | Pan-STARRS          |
| 584108 | 2016 SG34                | 23 settembre 2011 | Spacewatch          |
| 584109 | 2016 SK34                | 20 marzo 2007     | CSS                 |
| 584110 | 2016 SJ36                | 29 novembre 2011  | Spacewatch          |
| 584111 | 2016 SN36                | 18 aprile 2015    | Pan-STARRS          |
| 584112 | 2016 SM38                | 2 agosto 2016     | Pan-STARRS          |
| 584113 | 2016 SO38                | 24 marzo 2014     | Pan-STARRS          |
| 584114 | 2016 SC39                | 19 agosto 2006    | Spacewatch          |
| 584115 | 2016 SF40                | 21 marzo 2015     | Pan-STARRS          |
| 584116 | 2016 SD41                | 7 giugno 2015     | Mount Lemmon Survey |
| 584117 | 2016 SL41                | 27 agosto 2016    | Pan-STARRS          |
| 584118 | 2016 SZ41                | 26 febbraio 2014  | Pan-STARRS          |
| 584119 | 2016 SW42                | 12 settembre 2005 | Spacewatch          |
| 584120 | 2016 SL43                | 13 ottobre 2007   | Mount Lemmon Survey |
| 584121 | 2016 SQ43                | 22 novembre 2011  | CSS                 |
| 584122 | 2016 SZ43                | 10 febbraio 2013  | Pan-STARRS          |
| 584123 | 2016 SM44                | 27 settembre 2016 | Pan-STARRS          |
| 584124 | 2016 SZ44                | 26 settembre 2005 | Spacewatch          |
| 584125 | 2016 SZ45                | 27 agosto 2005    | NEAT                |
| 584126 | 2016 SK46                | 18 aprile 2015    | Pan-STARRS          |
| 584127 | 2016 SR48                | 22 aprile 2009    | Mount Lemmon Survey |
| 584128 | 2016 SB51                | 5 aprile 2014     | Pan-STARRS          |
| 584129 | 2016 SY51                | 8 febbraio 2013   | Pan-STARRS          |
| 584130 | 2016 SC52                | 24 ottobre 2011   | Pan-STARRS          |
| 584131 | 2016 SL52                | 30 luglio 2005    | NEAT                |
| 584132 | 2016 SA53                | 12 giugno 2015    | Pan-STARRS          |
| 584133 | 2016 SL55                | 30 settembre 2016 | Pan-STARRS          |
| 584134 | 2016 SW75                | 22 settembre 2016 | Mount Lemmon Survey |
| 584135 | 2016 SD76                | 27 settembre 2016 | Pan-STARRS          |
| 584136 | 2016 SY80                | 25 settembre 2016 | Pan-STARRS          |
| 584137 | 2016 TE1                 | 18 gennaio 2013   | Mount Lemmon Survey |
| 584138 | 2016 TE3                 | 28 agosto 2005    | SSS                 |
| 584139 | 2016 TY3                 | 14 novembre 2003  | NEAT                |
| 584140 | 2016 TK5                 | 18 settembre 2010 | Spacewatch          |
| 584141 | 2016 TA6                 | 23 ottobre 2011   | Pan-STARRS          |
| 584142 | 2016 TF6                 | 16 settembre 2010 | Mount Lemmon Survey |
| 584143 | 2016 TH6                 | 25 febbraio 2007  | Spacewatch          |
| 584144 | 2016 TV6                 | 7 maggio 2014     | Pan-STARRS          |
| 584145 | 2016 TH7                 | 17 ottobre 2011   | Spacewatch          |
| 584146 | 2016 TG8                 | 30 dicembre 2008  | Mount Lemmon Survey |
| 584147 | 2016 TX9                 | 28 novembre 2014  | Pan-STARRS          |
| 584148 | 2016 TD12                | 5 ottobre 2011    | K. Sárneczky        |
| 584149 | 2016 TE14                | 17 giugno 2005    | Mount Lemmon Survey |
| 584150 | 2016 TB17                | 25 ottobre 2005   | CSS                 |
| 584151 | 2016 TC17                | 27 settembre 2016 | Mount Lemmon Survey |
| 584152 | 2016 TU17                | 20 febbraio 2015  | Pan-STARRS          |
| 584153 | 2016 TC21                | 19 gennaio 2008   | Mount Lemmon Survey |
| 584154 | 2016 TJ21                | 19 maggio 2015    | Mount Lemmon Survey |
| 584155 | 2016 TW22                | 30 marzo 2008     | Spacewatch          |
| 584156 | 2016 TL23                | 31 agosto 2005    | Spacewatch          |
| 584157 | 2016 TT24                | 23 aprile 2014    | Pan-STARRS          |
| 584158 | 2016 TR25                | 1 novembre 2005   | Spacewatch          |
| 584159 | 2016 TW25                | 1 settembre 2005  | Spacewatch          |
| 584160 | 2016 TG27                | 28 marzo 2015     | Pan-STARRS          |
| 584161 | 2016 TW29                | 27 settembre 2016 | Mount Lemmon Survey |
| 584162 | 2016 TA30                | 1 settembre 2005  | NEAT                |
| 584163 | 2016 TF30                | 14 gennaio 2002   | Spacewatch          |
| 584164 | 2016 TF32                | 18 luglio 2012    | CSS                 |
| 584165 | 2016 TZ32                | 1 ottobre 2016    | Mount Lemmon Survey |
| 584166 | 2016 TG34                | 24 novembre 2011  | Mount Lemmon Survey |
| 584167 | 2016 TV34                | 27 settembre 2011 | Mount Lemmon Survey |
| 584168 | 2016 TZ34                | 20 ottobre 2011   | Spacewatch          |
| 584169 | 2016 TD35                | 24 ottobre 2011   | Pan-STARRS          |
| 584170 | 2016 TN35                | 5 settembre 2016  | Mount Lemmon Survey |
| 584171 | 2016 TF36                | 2 dicembre 2005   | Mauna Kea Obs.      |
| 584172 | 2016 TJ36                | 21 ottobre 2011   | Spacewatch          |
| 584173 | 2016 TO38                | 14 settembre 2005 | Spacewatch          |
| 584174 | 2016 TH40                | 10 maggio 2003    | Spacewatch          |
| 584175 | 2016 TJ40                | 13 marzo 2008     | Spacewatch          |
| 584176 | 2016 TF41                | 29 settembre 1995 | Spacewatch          |
| 584177 | 2016 TH41                | 8 settembre 2000  | Spacewatch          |
| 584178 | 2016 TH42                | 9 aprile 2015     | Mount Lemmon Survey |
| 584179 | 2016 TG43                | 13 maggio 2009    | Spacewatch          |
| 584180 | 2016 TO43                | 29 settembre 2010 | Mount Lemmon Survey |
| 584181 | 2016 TH44                | 20 settembre 2009 | Spacewatch          |
| 584182 | 2016 TV44                | 1 ottobre 2005    | Mount Lemmon Survey |
| 584183 | 2016 TJ45                | 23 novembre 2011  | PMO NEO             |
| 584184 | 2016 TQ51                | 7 ottobre 2016    | Pan-STARRS          |
| 584185 | 2016 TU51                | 1 giugno 2009     | Mount Lemmon Survey |
| 584186 | 2016 TT52                | 4 agosto 2016     | Pan-STARRS          |
| 584187 | 2016 TC53                | 29 agosto 2016    | Mount Lemmon Survey |
| 584188 | 2016 TN56                | 27 ottobre 2008   | SSS                 |
| 584189 | 2016 TG58                | 14 dicembre 2006  | Spacewatch          |
| 584190 | 2016 TL58                | 24 ottobre 2008   | Spacewatch          |
| 584191 | 2016 TM58                | 22 novembre 2006  | Mount Lemmon Survey |
| 584192 | 2016 TT58                | 6 settembre 2010  | Mount Lemmon Survey |
| 584193 | 2016 TP60                | 14 settembre 2005 | Spacewatch          |
| 584194 | 2016 TH62                | 27 agosto 2011    | Pan-STARRS          |
| 584195 | 2016 TL62                | 28 febbraio 2014  | Pan-STARRS          |
| 584196 | 2016 TJ65                | 19 luglio 2015    | Pan-STARRS          |
| 584197 | 2016 TW65                | 7 ottobre 2016    | Pan-STARRS          |
| 584198 | 2016 TC67                | 22 novembre 2006  | Mount Lemmon Survey |
| 584199 | 2016 TR67                | 5 agosto 2010     | G. Hug              |
| 584200 | 2016 TX67                | 13 giugno 2010    | Mount Lemmon Survey |

## 584201–584300
| Nome   | Designazione provvisoria | Data di scoperta  | Scopritore              |
| ------ | ------------------------ | ----------------- | ----------------------- |
| 584201 | 2016 TK68                | 31 ottobre 2011   | Mount Lemmon Survey     |
| 584202 | 2016 TS68                | 19 settembre 2003 | Spacewatch              |
| 584203 | 2016 TW69                | 18 ottobre 2011   | Pan-STARRS              |
| 584204 | 2016 TA71                | 25 ottobre 2011   | Pan-STARRS              |
| 584205 | 2016 TF73                | 18 settembre 2010 | Mount Lemmon Survey     |
| 584206 | 2016 TJ74                | 5 dicembre 2005   | Mount Lemmon Survey     |
| 584207 | 2016 TP75                | 13 agosto 2010    | Spacewatch              |
| 584208 | 2016 TS75                | 20 ottobre 2003   | Spacewatch              |
| 584209 | 2016 TH80                | 3 aprile 2008     | Mount Lemmon Survey     |
| 584210 | 2016 TM80                | 24 settembre 2011 | Pan-STARRS              |
| 584211 | 2016 TU81                | 19 agosto 2010    | PMO NEO                 |
| 584212 | 2016 TN84                | 9 ottobre 2012    | Pan-STARRS              |
| 584213 | 2016 TE89                | 5 settembre 2007  | LONEOS                  |
| 584214 | 2016 TS90                | 21 ottobre 2012   | Pan-STARRS              |
| 584215 | 2016 TA93                | 4 gennaio 2012    | Mount Lemmon Survey     |
| 584216 | 2016 TE95                | 15 agosto 2013    | Pan-STARRS              |
| 584217 | 2016 TE96                | 5 ottobre 2016    | Mount Lemmon Survey     |
| 584218 | 2016 TM96                | 3 settembre 2005  | NEAT                    |
| 584219 | 2016 TZ96                | 31 dicembre 2000  | AMOS                    |
| 584220 | 2016 TC97                | 14 febbraio 2013  | Pan-STARRS              |
| 584221 | 2016 TO97                | 4 maggio 2014     | Mount Lemmon Survey     |
| 584222 | 2016 TG98                | 5 settembre 2010  | Ondřejov Obs.           |
| 584223 | 2016 TJ100               | 9 ottobre 2016    | Pan-STARRS              |
| 584224 | 2016 TQ101               | 13 ottobre 2016   | Pan-STARRS              |
| 584225 | 2016 TL103               | 13 ottobre 2016   | Pan-STARRS              |
| 584226 | 2016 TO117               | 7 ottobre 2016    | Pan-STARRS              |
| 584227 | 2016 TX118               | 12 ottobre 2016   | Pan-STARRS              |
| 584228 | 2016 TQ122               | 7 ottobre 2016    | Spacewatch              |
| 584229 | 2016 TF124               | 2 ottobre 2016    | Mount Lemmon Survey     |
| 584230 | 2016 TE132               | 12 ottobre 2016   | Pan-STARRS              |
| 584231 | 2016 TL132               | 12 ottobre 2016   | Pan-STARRS              |
| 584232 | 2016 TU138               | 10 ottobre 2016   | Pan-STARRS              |
| 584233 | 2016 UK                  | 16 novembre 2000  | LONEOS                  |
| 584234 | 2016 UO                  | 26 maggio 2003    | Spacewatch              |
| 584235 | 2016 UM1                 | 29 maggio 2003    | M. W. Buie, K. J. Meech |
| 584236 | 2016 UP1                 | 25 ottobre 2011   | Pan-STARRS              |
| 584237 | 2016 UO2                 | 26 novembre 2011  | Spacewatch              |
| 584238 | 2016 UJ3                 | 2 settembre 2010  | Mount Lemmon Survey     |
| 584239 | 2016 UY4                 | 26 novembre 2014  | Pan-STARRS              |
| 584240 | 2016 UA5                 | 17 marzo 2010     | Spacewatch              |
| 584241 | 2016 UM9                 | 25 agosto 2005    | NEAT                    |
| 584242 | 2016 UK13                | 17 marzo 2005     | Mount Lemmon Survey     |
| 584243 | 2016 UC15                | 15 novembre 2011  | Spacewatch              |
| 584244 | 2016 UN18                | 8 marzo 2013      | Pan-STARRS              |
| 584245 | 2016 UK20                | 10 ottobre 2005   | Spacewatch              |
| 584246 | 2016 UR20                | 15 agosto 2004    | CINEOS                  |
| 584247 | 2016 UD22                | 13 agosto 2010    | Spacewatch              |
| 584248 | 2016 UW24                | 30 settembre 2005 | Mount Lemmon Survey     |
| 584249 | 2016 US25                | 18 gennaio 2015   | Pan-STARRS              |
| 584250 | 2016 UV26                | 9 ottobre 1999    | LINEAR                  |
| 584251 | 2016 UP28                | 2 gennaio 2012    | Mount Lemmon Survey     |
| 584252 | 2016 UV28                | 4 gennaio 2013    | CTIO-DECam              |
| 584253 | 2016 UK35                | 17 luglio 2016    | Pan-STARRS              |
| 584254 | 2016 UN38                | 26 ottobre 2011   | Pan-STARRS              |
| 584255 | 2016 UY39                | 28 ottobre 2005   | CSS                     |
| 584256 | 2016 UZ43                | 3 novembre 2011   | Mount Lemmon Survey     |
| 584257 | 2016 UB44                | 5 gennaio 2013    | Mount Lemmon Survey     |
| 584258 | 2016 UO44                | 3 ottobre 2011    | K. Sárneczky            |
| 584259 | 2016 UP45                | 4 aprile 2003     | Spacewatch              |
| 584260 | 2016 UC47                | 20 gennaio 2013   | Spacewatch              |
| 584261 | 2016 UL47                | 26 settembre 2005 | Spacewatch              |
| 584262 | 2016 UM48                | 24 ottobre 2005   | Spacewatch              |
| 584263 | 2016 UA50                | 6 marzo 2008      | Mount Lemmon Survey     |
| 584264 | 2016 UZ50                | 11 settembre 2016 | Mount Lemmon Survey     |
| 584265 | 2016 UO52                | 13 ottobre 2016   | Pan-STARRS              |
| 584266 | 2016 US53                | 20 settembre 2006 | Spacewatch              |
| 584267 | 2016 UT53                | 8 marzo 2014      | Mount Lemmon Survey     |
| 584268 | 2016 UE55                | 30 agosto 2005    | NEAT                    |
| 584269 | 2016 UQ57                | 1 settembre 2005  | NEAT                    |
| 584270 | 2016 UH58                | 11 settembre 2010 | Spacewatch              |
| 584271 | 2016 UM58                | 28 settembre 2003 | Spacewatch              |
| 584272 | 2016 UY60                | 24 novembre 2003  | Spacewatch              |
| 584273 | 2016 UE62                | 10 agosto 2016    | Pan-STARRS              |
| 584274 | 2016 UN62                | 10 agosto 2010    | Spacewatch              |
| 584275 | 2016 UA64                | 5 aprile 2014     | Pan-STARRS              |
| 584276 | 2016 UZ64                | 24 novembre 2008  | Spacewatch              |
| 584277 | 2016 UK65                | 26 ottobre 2016   | Mount Lemmon Survey     |
| 584278 | 2016 UY67                | 19 ottobre 2011   | Spacewatch              |
| 584279 | 2016 UD69                | 13 novembre 2007  | Spacewatch              |
| 584280 | 2016 UA72                | 4 novembre 2005   | Mount Lemmon Survey     |
| 584281 | 2016 UL75                | 29 ottobre 2005   | Mount Lemmon Survey     |
| 584282 | 2016 UX75                | 18 settembre 2010 | Mount Lemmon Survey     |
| 584283 | 2016 UQ76                | 22 dicembre 2008  | Spacewatch              |
| 584284 | 2016 UY76                | 11 ottobre 2010   | Spacewatch              |
| 584285 | 2016 UQ79                | 16 ottobre 2001   | C. Barbieri, G. Pignata |
| 584286 | 2016 UH81                | 6 novembre 2005   | Spacewatch              |
| 584287 | 2016 UP81                | 29 ottobre 2005   | Mount Lemmon Survey     |
| 584288 | 2016 UR94                | 6 aprile 2008     | Spacewatch              |
| 584289 | 2016 UD95                | 24 ottobre 2011   | Mount Lemmon Survey     |
| 584290 | 2016 UH98                | 5 marzo 2008      | Mount Lemmon Survey     |
| 584291 | 2016 UC101               | 13 ottobre 2016   | Mount Lemmon Survey     |
| 584292 | 2016 UJ103               | 1 maggio 2014     | Mount Lemmon Survey     |
| 584293 | 2016 UG109               | 4 aprile 2014     | Mount Lemmon Survey     |
| 584294 | 2016 UQ109               | 30 ottobre 2016   | Mount Lemmon Survey     |
| 584295 | 2016 UG110               | 20 ottobre 2003   | Spacewatch              |
| 584296 | 2016 UQ111               | 5 aprile 2014     | Pan-STARRS              |
| 584297 | 2016 UE113               | 19 febbraio 2001  | Spacewatch              |
| 584298 | 2016 UN120               | 21 ottobre 2016   | Mount Lemmon Survey     |
| 584299 | 2016 UM121               | 23 ottobre 2011   | Mount Lemmon Survey     |
| 584300 | 2016 UW123               | 26 giugno 2015    | Pan-STARRS              |

## 584301–584400
| Nome             | Designazione provvisoria | Data di scoperta  | Scopritore                          |
| ---------------- | ------------------------ | ----------------- | ----------------------------------- |
| 584301           | 2016 UF126               | 6 novembre 2005   | Mount Lemmon Survey                 |
| 584302           | 2016 UU139               | 3 maggio 2008     | Mount Lemmon Survey                 |
| 584303           | 2016 UK141               | 21 maggio 2015    | Pan-STARRS                          |
| 584304           | 2016 UN142               | 2 ottobre 2016    | Mount Lemmon Survey                 |
| 584305           | 2016 UQ144               | 2 settembre 2016  | Mount Lemmon Survey                 |
| 584306           | 2016 UV144               | 12 settembre 2005 | Spacewatch                          |
| 584307           | 2016 US149               | 27 novembre 2006  | Mount Lemmon Survey                 |
| 584308           | 2016 UJ155               | 20 ottobre 2016   | Mount Lemmon Survey                 |
| 584309           | 2016 UT251               | 21 ottobre 2016   | Mount Lemmon Survey                 |
| 584310           | 2016 UD257               | 21 ottobre 2016   | Mount Lemmon Survey                 |
| 584311 Pozhlakov | 2016 VD1                 | 20 novembre 2011  | T. V. Kryachko, B. Satovskij        |
| 584312           | 2016 VT9                 | 24 ottobre 2005   | Spacewatch                          |
| 584313           | 2016 VJ10                | 27 aprile 2006    | Cerro Tololo Obs.                   |
| 584314           | 2016 VC16                | 4 ottobre 2004    | LINEAR                              |
| 584315           | 2016 VE16                | 8 giugno 2016     | Pan-STARRS                          |
| 584316           | 2016 VV33                | 5 novembre 2016   | Pan-STARRS                          |
| 584317           | 2016 VR37                | 10 novembre 2016  | Mount Lemmon Survey                 |
| 584318           | 2016 WA1                 | 3 dicembre 2008   | Mount Lemmon Survey                 |
| 584319           | 2016 WG2                 | 13 maggio 2015    | Pan-STARRS                          |
| 584320           | 2016 WE3                 | 6 febbraio 2002   | Spacewatch                          |
| 584321           | 2016 WO3                 | 15 aprile 2007    | Mount Lemmon Survey                 |
| 584322           | 2016 WV12                | 12 dicembre 2004  | Spacewatch                          |
| 584323           | 2016 WK13                | 31 ottobre 2010   | Mount Lemmon Survey                 |
| 584324           | 2016 WA15                | 26 ottobre 2005   | Spacewatch                          |
| 584325           | 2016 WZ15                | 9 ottobre 2010    | Mount Lemmon Survey                 |
| 584326           | 2016 WZ16                | 26 ottobre 2016   | Pan-STARRS                          |
| 584327           | 2016 WV18                | 28 ottobre 2005   | Mount Lemmon Survey                 |
| 584328           | 2016 WV20                | 20 gennaio 2006   | LONEOS                              |
| 584329           | 2016 WM30                | 28 gennaio 2007   | Mount Lemmon Survey                 |
| 584330           | 2016 WH34                | 17 settembre 2010 | Spacewatch                          |
| 584331           | 2016 WJ34                | 20 settembre 2011 | Mount Lemmon Survey                 |
| 584332           | 2016 WV34                | 7 novembre 2008   | Mount Lemmon Survey                 |
| 584333           | 2016 WS39                | 26 settembre 2011 | Pan-STARRS                          |
| 584334           | 2016 WB40                | 4 gennaio 2006    | Spacewatch                          |
| 584335           | 2016 WS51                | 28 ottobre 2011   | V. Gerke                            |
| 584336           | 2016 WW54                | 15 marzo 2013     | CSS                                 |
| 584337           | 2016 WJ55                | 4 giugno 2005     | Spacewatch                          |
| 584338           | 2016 WY55                | 17 settembre 2010 | Spacewatch                          |
| 584339           | 2016 WB56                | 14 aprile 2010    | Mount Lemmon Survey                 |
| 584340           | 2016 XA1                 | 29 giugno 2015    | Pan-STARRS                          |
| 584341           | 2016 XX1                 | 5 dicembre 2016   | Mount Lemmon Survey                 |
| 584342           | 2016 XX5                 | 11 ottobre 1999   | Spacewatch                          |
| 584343           | 2016 XJ15                | 14 novembre 2002  | NEAT                                |
| 584344           | 2016 XX21                | 30 luglio 2001    | NEAT                                |
| 584345           | 2016 XC22                | 18 maggio 2007    | W. Bickel                           |
| 584346           | 2016 XF26                | 9 dicembre 2016   | Mount Lemmon Survey                 |
| 584347           | 2016 YH1                 | 15 settembre 2013 | Osservatorio astronomico di Maiorca |
| 584348           | 2016 YY5                 | 7 dicembre 2015   | Pan-STARRS                          |
| 584349           | 2016 YA6                 | 15 dicembre 2006  | Spacewatch                          |
| 584350           | 2016 YL9                 | 5 novembre 2016   | Mount Lemmon Survey                 |
| 584351           | 2016 YH13                | 24 dicembre 2016  | Space Surveillance Telescope        |
| 584352           | 2016 YL17                | 23 dicembre 2016  | Pan-STARRS                          |
| 584353           | 2016 YD26                | 22 dicembre 2016  | Pan-STARRS                          |
| 584354           | 2017 AL5                 | 7 febbraio 2013   | M. Schwartz, P. R. Holvorcem        |
| 584355           | 2017 AH7                 | 23 febbraio 2012  | Mount Lemmon Survey                 |
| 584356           | 2017 AJ7                 | 3 ottobre 2013    | Mount Lemmon Survey                 |
| 584357           | 2017 AC10                | 26 giugno 2015    | Pan-STARRS                          |
| 584358           | 2017 AO10                | 13 agosto 2015    | Space Surveillance Telescope        |
| 584359           | 2017 AA17                | 27 giugno 2015    | Pan-STARRS                          |
| 584360           | 2017 AS17                | 10 ottobre 2010   | Mount Lemmon Survey                 |
| 584361           | 2017 AE19                | 7 settembre 2002  | CINEOS                              |
| 584362           | 2017 AS19                | 18 dicembre 2003  | LINEAR                              |
| 584363           | 2017 AO32                | 28 luglio 2011    | Pan-STARRS                          |
| 584364           | 2017 AG33                | 15 ottobre 2012   | Mount Lemmon Survey                 |
| 584365           | 2017 BD                  | 10 febbraio 2007  | Mount Lemmon Survey                 |
| 584366           | 2017 BK2                 | 1 dicembre 2006   | Mount Lemmon Survey                 |
| 584367           | 2017 BA3                 | 30 ottobre 2007   | Mount Lemmon Survey                 |
| 584368           | 2017 BG4                 | 18 novembre 2010  | Spacewatch                          |
| 584369           | 2017 BJ6                 | 23 gennaio 2006   | Spacewatch                          |
| 584370           | 2017 BP7                 | 28 ottobre 2016   | Pan-STARRS                          |
| 584371           | 2017 BX11                | 5 febbraio 2006   | Spacewatch                          |
| 584372           | 2017 BX18                | 29 novembre 2005  | Mount Lemmon Survey                 |
| 584373           | 2017 BQ22                | 28 settembre 2003 | Spacewatch                          |
| 584374           | 2017 BD27                | 9 ottobre 2008    | Spacewatch                          |
| 584375           | 2017 BQ27                | 21 novembre 2009  | Mount Lemmon Survey                 |
| 584376           | 2017 BC31                | 22 gennaio 2006   | Mount Lemmon Survey                 |
| 584377           | 2017 BQ36                | 13 gennaio 2011   | Mount Lemmon Survey                 |
| 584378           | 2017 BZ41                | 9 gennaio 2006    | Spacewatch                          |
| 584379           | 2017 BR44                | 29 marzo 2014     | Mount Lemmon Survey                 |
| 584380           | 2017 BB60                | 3 gennaio 2017    | Pan-STARRS                          |
| 584381           | 2017 BN61                | 23 dicembre 2016  | Pan-STARRS                          |
| 584382           | 2017 BU71                | 13 dicembre 2015  | Pan-STARRS                          |
| 584383           | 2017 BH77                | 27 gennaio 2017   | Pan-STARRS                          |
| 584384           | 2017 BK79                | 27 gennaio 2017   | Pan-STARRS                          |
| 584385           | 2017 BH80                | 20 novembre 2014  | Pan-STARRS                          |
| 584386           | 2017 BN83                | 20 novembre 2009  | Mount Lemmon Survey                 |
| 584387           | 2017 BU86                | 16 dicembre 2006  | Spacewatch                          |
| 584388           | 2017 BX94                | 27 marzo 2003     | LINEAR                              |
| 584389           | 2017 BO123               | 9 marzo 2007      | Spacewatch                          |
| 584390           | 2017 BG130               | 25 settembre 2012 | Spacewatch                          |
| 584391           | 2017 BQ139               | 29 aprile 2014    | Pan-STARRS                          |
| 584392           | 2017 BZ139               | 29 luglio 2008    | Mount Lemmon Survey                 |
| 584393           | 2017 BH140               | 18 settembre 2015 | Mount Lemmon Survey                 |
| 584394           | 2017 BZ158               | 29 gennaio 2017   | Pan-STARRS                          |
| 584395           | 2017 BM160               | 27 gennaio 2017   | Pan-STARRS                          |
| 584396           | 2017 BE166               | 28 gennaio 2017   | Pan-STARRS                          |
| 584397           | 2017 BF180               | 28 gennaio 2017   | Pan-STARRS                          |
| 584398           | 2017 CW                  | 13 marzo 2007     | Mount Lemmon Survey                 |
| 584399           | 2017 CO3                 | 14 agosto 2004    | Cerro Tololo Obs.                   |
| 584400           | 2017 CQ12                | 16 marzo 2007     | Spacewatch                          |

## 584401–584500
| Nome   | Designazione provvisoria | Data di scoperta  | Scopritore                   |
| ------ | ------------------------ | ----------------- | ---------------------------- |
| 584401 | 2017 CS12                | 7 novembre 2015   | Mount Lemmon Survey          |
| 584402 | 2017 CS16                | 28 gennaio 2003   | Spacewatch                   |
| 584403 | 2017 CC31                | 9 ottobre 2012    | Mount Lemmon Survey          |
| 584404 | 2017 CE31                | 19 luglio 2015    | Pan-STARRS                   |
| 584405 | 2017 CP38                | 3 febbraio 2017   | Pan-STARRS                   |
| 584406 | 2017 DH3                 | 24 agosto 2008    | Spacewatch                   |
| 584407 | 2017 DX3                 | 23 gennaio 2006   | Spacewatch                   |
| 584408 | 2017 DK6                 | 11 dicembre 2006  | Spacewatch                   |
| 584409 | 2017 DL6                 | 14 marzo 2004     | NEAT                         |
| 584410 | 2017 DM12                | 30 aprile 2011    | Mount Lemmon Survey          |
| 584411 | 2017 DU14                | 9 ottobre 2012    | Mount Lemmon Survey          |
| 584412 | 2017 DB21                | 3 febbraio 2000   | Spacewatch                   |
| 584413 | 2017 DY21                | 25 agosto 2012    | Mount Lemmon Survey          |
| 584414 | 2017 DK23                | 28 luglio 2011    | Pan-STARRS                   |
| 584415 | 2017 DJ35                | 9 gennaio 2014    | M. Schwartz, P. R. Holvorcem |
| 584416 | 2017 DM39                | 21 febbraio 2007  | Spacewatch                   |
| 584417 | 2017 DN41                | 6 settembre 2008  | Mount Lemmon Survey          |
| 584418 | 2017 DR47                | 28 marzo 2014     | Mount Lemmon Survey          |
| 584419 | 2017 DV50                | 30 aprile 2011    | Mount Lemmon Survey          |
| 584420 | 2017 DF52                | 26 settembre 2011 | Pan-STARRS                   |
| 584421 | 2017 DA58                | 14 settembre 2012 | Spacewatch                   |
| 584422 | 2017 DD69                | 27 febbraio 2006  | Mount Lemmon Survey          |
| 584423 | 2017 DS69                | 20 settembre 2003 | Spacewatch                   |
| 584424 | 2017 DG73                | 1 ottobre 2005    | Spacewatch                   |
| 584425 | 2017 DO73                | 8 ottobre 2012    | Spacewatch                   |
| 584426 | 2017 DL76                | 10 febbraio 2011  | Mount Lemmon Survey          |
| 584427 | 2017 DM76                | 24 agosto 2011    | Pan-STARRS                   |
| 584428 | 2017 DU76                | 23 agosto 2004    | Spacewatch                   |
| 584429 | 2017 DD77                | 9 settembre 2015  | Pan-STARRS                   |
| 584430 | 2017 DY82                | 12 gennaio 2008   | Spacewatch                   |
| 584431 | 2017 DB83                | 10 novembre 2009  | Mount Lemmon Survey          |
| 584432 | 2017 DL83                | 26 marzo 2003     | NEAT                         |
| 584433 | 2017 DK84                | 27 febbraio 2012  | D. R. Skillman               |
| 584434 | 2017 DS84                | 11 marzo 2007     | Spacewatch                   |
| 584435 | 2017 DB85                | 13 dicembre 2006  | Mount Lemmon Survey          |
| 584436 | 2017 DC88                | 29 ottobre 2005   | Mount Lemmon Survey          |
| 584437 | 2017 DB94                | 22 agosto 2014    | Pan-STARRS                   |
| 584438 | 2017 DO95                | 23 luglio 2015    | Pan-STARRS                   |
| 584439 | 2017 DB99                | 22 ottobre 2008   | Spacewatch                   |
| 584440 | 2017 DR104               | 19 novembre 2009  | Spacewatch                   |
| 584441 | 2017 DC111               | 21 febbraio 2003  | NEAT                         |
| 584442 | 2017 DD111               | 23 marzo 2004     | LINEAR                       |
| 584443 | 2017 DK114               | 16 febbraio 2010  | Spacewatch                   |
| 584444 | 2017 DR115               | 6 novembre 2012   | Mount Lemmon Survey          |
| 584445 | 2017 DG119               | 16 agosto 2009    | Spacewatch                   |
| 584446 | 2017 DT120               | 13 novembre 2006  | Mount Lemmon Survey          |
| 584447 | 2017 DU121               | 15 febbraio 2013  | Pan-STARRS                   |
| 584448 | 2017 DY122               | 24 aprile 2007    | Spacewatch                   |
| 584449 | 2017 EQ5                 | 30 gennaio 2017   | Mount Lemmon Survey          |
| 584450 | 2017 EY6                 | 22 gennaio 2006   | Mount Lemmon Survey          |
| 584451 | 2017 EQ8                 | 30 gennaio 2006   | Spacewatch                   |
| 584452 | 2017 EO11                | 19 aprile 2007    | Mount Lemmon Survey          |
| 584453 | 2017 EL13                | 25 agosto 2003    | NEAT                         |
| 584454 | 2017 EM14                | 21 ottobre 2012   | Pan-STARRS                   |
| 584455 | 2017 EC17                | 23 gennaio 2006   | Spacewatch                   |
| 584456 | 2017 EO17                | 3 gennaio 2013    | Pan-STARRS                   |
| 584457 | 2017 EO27                | 25 dicembre 2005  | Mount Lemmon Survey          |
| 584458 | 2017 EF31                | 7 marzo 2017      | Pan-STARRS                   |
| 584459 | 2017 EL31                | 5 marzo 2017      | Pan-STARRS                   |
| 584460 | 2017 EQ31                | 7 marzo 2017      | Pan-STARRS                   |
| 584461 | 2017 FJ5                 | 19 settembre 2012 | Mount Lemmon Survey          |
| 584462 | 2017 FV5                 | 5 settembre 2008  | Spacewatch                   |
| 584463 | 2017 FF6                 | 12 novembre 2005  | Spacewatch                   |
| 584464 | 2017 FY7                 | 5 aprile 2014     | Pan-STARRS                   |
| 584465 | 2017 FY10                | 2 febbraio 2005   | Spacewatch                   |
| 584466 | 2017 FR11                | 21 maggio 2014    | Pan-STARRS                   |
| 584467 | 2017 FM13                | 31 marzo 2014     | Spacewatch                   |
| 584468 | 2017 FE14                | 1 aprile 2014     | Spacewatch                   |
| 584469 | 2017 FG17                | 20 ottobre 2012   | Spacewatch                   |
| 584470 | 2017 FV19                | 15 aprile 2007    | Spacewatch                   |
| 584471 | 2017 FS25                | 21 marzo 2004     | Spacewatch                   |
| 584472 | 2017 FY25                | 9 aprile 2010     | Spacewatch                   |
| 584473 | 2017 FL30                | 27 ottobre 2005   | Spacewatch                   |
| 584474 | 2017 FM30                | 14 marzo 2007     | Spacewatch                   |
| 584475 | 2017 FN30                | 11 marzo 2007     | Spacewatch                   |
| 584476 | 2017 FU30                | 15 giugno 2001    | NEAT                         |
| 584477 | 2017 FQ32                | 12 marzo 2010     | Mount Lemmon Survey          |
| 584478 | 2017 FY32                | 18 aprile 2007    | Mount Lemmon Survey          |
| 584479 | 2017 FB33                | 26 gennaio 2007   | Spacewatch                   |
| 584480 | 2017 FY34                | 30 aprile 2014    | Pan-STARRS                   |
| 584481 | 2017 FG35                | 24 agosto 2007    | Spacewatch                   |
| 584482 | 2017 FP35                | 27 gennaio 2006   | Mount Lemmon Survey          |
| 584483 | 2017 FK36                | 27 gennaio 2007   | Mount Lemmon Survey          |
| 584484 | 2017 FT36                | 23 ottobre 2005   | CSS                          |
| 584485 | 2017 FW39                | 11 aprile 2007    | Spacewatch                   |
| 584486 | 2017 FH40                | 18 marzo 2010     | Mount Lemmon Survey          |
| 584487 | 2017 FJ40                | 30 luglio 2005    | NEAT                         |
| 584488 | 2017 FQ40                | 9 gennaio 2006    | Mount Lemmon Survey          |
| 584489 | 2017 FS40                | 11 aprile 2003    | Spacewatch                   |
| 584490 | 2017 FT40                | 1 febbraio 2003   | Spacewatch                   |
| 584491 | 2017 FK42                | 9 ottobre 2015    | Pan-STARRS                   |
| 584492 | 2017 FR42                | 1 ottobre 2005    | Mount Lemmon Survey          |
| 584493 | 2017 FR52                | 24 dicembre 2005  | Spacewatch                   |
| 584494 | 2017 FE53                | 24 aprile 2003    | Spacewatch                   |
| 584495 | 2017 FN53                | 6 gennaio 2006    | Mount Lemmon Survey          |
| 584496 | 2017 FW60                | 21 giugno 2014    | Pan-STARRS                   |
| 584497 | 2017 FR71                | 4 novembre 2005   | Mount Lemmon Survey          |
| 584498 | 2017 FA74                | 29 settembre 2008 | Spacewatch                   |
| 584499 | 2017 FZ75                | 3 febbraio 2013   | Pan-STARRS                   |
| 584500 | 2017 FZ76                | 23 agosto 2014    | Pan-STARRS                   |

## 584501–584600
| Nome   | Designazione provvisoria | Data di scoperta  | Scopritore               |
| ------ | ------------------------ | ----------------- | ------------------------ |
| 584501 | 2017 FC77                | 25 marzo 2003     | NEAT                     |
| 584502 | 2017 FN81                | 23 marzo 2003     | Spacewatch               |
| 584503 | 2017 FQ81                | 22 luglio 2011    | Pan-STARRS               |
| 584504 | 2017 FR81                | 28 ottobre 2005   | CSS                      |
| 584505 | 2017 FE84                | 18 gennaio 2004   | Spacewatch               |
| 584506 | 2017 FL84                | 2 gennaio 2017    | Pan-STARRS               |
| 584507 | 2017 FZ87                | 8 gennaio 2010    | Mount Lemmon Survey      |
| 584508 | 2017 FB88                | 15 febbraio 2010  | Spacewatch               |
| 584509 | 2017 FS94                | 8 maggio 2014     | Pan-STARRS               |
| 584510 | 2017 FM97                | 27 gennaio 2007   | Spacewatch               |
| 584511 | 2017 FD99                | 25 luglio 2011    | Pan-STARRS               |
| 584512 | 2017 FM109               | 20 agosto 2004    | Spacewatch               |
| 584513 | 2017 FT110               | 6 maggio 2014     | Mount Lemmon Survey      |
| 584514 | 2017 FY111               | 10 settembre 2009 | CSS                      |
| 584515 | 2017 FR112               | 21 febbraio 2017  | Pan-STARRS               |
| 584516 | 2017 FO113               | 3 novembre 2008   | Spacewatch               |
| 584517 | 2017 FB118               | 12 settembre 2015 | Pan-STARRS               |
| 584518 | 2017 FG122               | 3 novembre 2015   | Mount Lemmon Survey      |
| 584519 | 2017 FK123               | 1 aprile 2003     | M. W. Buie, A. B. Jordan |
| 584520 | 2017 FF134               | 9 gennaio 2007    | Mount Lemmon Survey      |
| 584521 | 2017 FL140               | 18 ottobre 2015   | Pan-STARRS               |
| 584522 | 2017 FP151               | 10 aprile 2003    | Spacewatch               |
| 584523 | 2017 FO153               | 4 aprile 2014     | Pan-STARRS               |
| 584524 | 2017 FL155               | 23 settembre 2015 | Pan-STARRS               |
| 584525 | 2017 FZ155               | 19 novembre 2008  | Mount Lemmon Survey      |
| 584526 | 2017 FR156               | 25 luglio 2015    | Pan-STARRS               |
| 584527 | 2017 FG163               | 18 marzo 2017     | Mount Lemmon Survey      |
| 584528 | 2017 GH3                 | 26 settembre 2011 | Pan-STARRS               |
| 584529 | 2017 GT9                 | 6 marzo 2013      | Pan-STARRS               |
| 584530 | 2017 GY10                | 17 luglio 2007    | C. Rinner, F. Kugel      |
| 584531 | 2017 HU1                 | 15 maggio 2012    | Pan-STARRS               |
| 584532 | 2017 HB2                 | 23 marzo 2001     | AMOS                     |
| 584533 | 2017 HL3                 | 27 aprile 2012    | Pan-STARRS               |
| 584534 | 2017 HQ9                 | 28 novembre 2006  | Mount Lemmon Survey      |
| 584535 | 2017 HX10                | 25 febbraio 2012  | Mount Lemmon Survey      |
| 584536 | 2017 HC14                | 22 gennaio 2013   | Mount Lemmon Survey      |
| 584537 | 2017 HF14                | 7 gennaio 2006    | Spacewatch               |
| 584538 | 2017 HT15                | 21 novembre 2015  | Mount Lemmon Survey      |
| 584539 | 2017 HC16                | 5 ottobre 2003    | Spacewatch               |
| 584540 | 2017 HQ16                | 8 ottobre 2007    | Mount Lemmon Survey      |
| 584541 | 2017 HX16                | 22 settembre 2008 | Spacewatch               |
| 584542 | 2017 HN17                | 25 marzo 2010     | Spacewatch               |
| 584543 | 2017 HO19                | 18 marzo 2010     | Mount Lemmon Survey      |
| 584544 | 2017 HX19                | 17 settembre 1995 | Spacewatch               |
| 584545 | 2017 HR20                | 17 febbraio 2013  | Mount Lemmon Survey      |
| 584546 | 2017 HF24                | 19 marzo 2013     | Pan-STARRS               |
| 584547 | 2017 HV24                | 29 ottobre 2005   | Mount Lemmon Survey      |
| 584548 | 2017 HS30                | 1 febbraio 2016   | Pan-STARRS               |
| 584549 | 2017 HC32                | 2 maggio 2003     | Spacewatch               |
| 584550 | 2017 HD32                | 24 agosto 2007    | Spacewatch               |
| 584551 | 2017 HJ35                | 29 novembre 2003  | Spacewatch               |
| 584552 | 2017 HK35                | 31 luglio 2014    | Pan-STARRS               |
| 584553 | 2017 HX36                | 21 febbraio 2003  | NEAT                     |
| 584554 | 2017 HG40                | 6 maggio 2006     | Spacewatch               |
| 584555 | 2017 HK47                | 16 gennaio 2013   | Mount Lemmon Survey      |
| 584556 | 2017 HK48                | 25 luglio 2014    | Pan-STARRS               |
| 584557 | 2017 HC50                | 15 ottobre 2001   | NEAT                     |
| 584558 | 2017 HE62                | 10 ottobre 2015   | Pan-STARRS               |
| 584559 | 2017 HC68                | 26 aprile 2017    | Pan-STARRS               |
| 584560 | 2017 HS68                | 26 aprile 2017    | Pan-STARRS               |
| 584561 | 2017 HD69                | 1 settembre 2014  | Mount Lemmon Survey      |
| 584562 | 2017 HN78                | 26 aprile 2017    | Pan-STARRS               |
| 584563 | 2017 JK4                 | 20 settembre 2011 | Spacewatch               |
| 584564 | 2017 KB                  | 6 ottobre 2008    | Spacewatch               |
| 584565 | 2017 KP                  | 26 maggio 2000    | Spacewatch               |
| 584566 | 2017 KO2                 | 5 settembre 2015  | Pan-STARRS               |
| 584567 | 2017 KA6                 | 13 febbraio 2009  | Mount Lemmon Survey      |
| 584568 | 2017 KM7                 | 8 marzo 2013      | Pan-STARRS               |
| 584569 | 2017 KO9                 | 16 marzo 2007     | Spacewatch               |
| 584570 | 2017 KY13                | 16 febbraio 2013  | Mount Lemmon Survey      |
| 584571 | 2017 KY14                | 9 novembre 2007   | Mount Lemmon Survey      |
| 584572 | 2017 KA15                | 5 gennaio 2013    | Spacewatch               |
| 584573 | 2017 KC17                | 5 gennaio 2013    | Spacewatch               |
| 584574 | 2017 KD21                | 2 ottobre 2008    | Spacewatch               |
| 584575 | 2017 KP21                | 14 febbraio 2010  | Mount Lemmon Survey      |
| 584576 | 2017 KR21                | 18 gennaio 2009   | Mount Lemmon Survey      |
| 584577 | 2017 KQ24                | 16 novembre 2014  | Mount Lemmon Survey      |
| 584578 | 2017 KR24                | 30 gennaio 2006   | Spacewatch               |
| 584579 | 2017 KY24                | 4 marzo 2011      | Spacewatch               |
| 584580 | 2017 KP29                | 11 maggio 2010    | Mount Lemmon Survey      |
| 584581 | 2017 KE30                | 18 novembre 2008  | Spacewatch               |
| 584582 | 2017 KY30                | 24 ottobre 2015   | Pan-STARRS               |
| 584583 | 2017 KB31                | 18 novembre 2015  | Pan-STARRS               |
| 584584 | 2017 KX32                | 4 aprile 2017     | Pan-STARRS               |
| 584585 | 2017 KG33                | 30 dicembre 2008  | Spacewatch               |
| 584586 | 2017 KF35                | 20 giugno 2013    | Mount Lemmon Survey      |
| 584587 | 2017 KS36                | 1 dicembre 2008   | Spacewatch               |
| 584588 | 2017 LM                  | 10 giugno 2013    | Mount Lemmon Survey      |
| 584589 | 2017 MB16                | 25 giugno 2017    | Pan-STARRS               |
| 584590 | 2017 ML17                | 25 giugno 2017    | Pan-STARRS               |
| 584591 | 2017 NM                  | 7 settembre 2004  | LINEAR                   |
| 584592 | 2017 OC3                 | 21 febbraio 2003  | NEAT                     |
| 584593 | 2017 OH3                 | 10 febbraio 2016  | Pan-STARRS               |
| 584594 | 2017 OW3                 | 18 gennaio 1999   | Spacewatch               |
| 584595 | 2017 OA4                 | 13 luglio 2013    | Mount Lemmon Survey      |
| 584596 | 2017 OG4                 | 30 luglio 2009    | Spacewatch               |
| 584597 | 2017 OY4                 | 8 febbraio 2007   | NEAT                     |
| 584598 | 2017 OF5                 | 14 febbraio 2010  | Mount Lemmon Survey      |
| 584599 | 2017 OL9                 | 18 gennaio 2015   | Pan-STARRS               |
| 584600 | 2017 OB10                | 20 giugno 2013    | Pan-STARRS               |

## 584601–584700
| Nome   | Designazione provvisoria | Data di scoperta  | Scopritore                   |
| ------ | ------------------------ | ----------------- | ---------------------------- |
| 584601 | 2017 OM10                | 15 settembre 2010 | Spacewatch                   |
| 584602 | 2017 OL11                | 11 marzo 2003     | NEAT                         |
| 584603 | 2017 OJ18                | 5 aprile 2016     | Pan-STARRS                   |
| 584604 | 2017 OD20                | 27 luglio 2017    | Pan-STARRS                   |
| 584605 | 2017 OW21                | 14 luglio 2013    | Pan-STARRS                   |
| 584606 | 2017 OC22                | 26 dicembre 2014  | Pan-STARRS                   |
| 584607 | 2017 OK23                | 16 gennaio 2015   | Pan-STARRS                   |
| 584608 | 2017 OM25                | 24 aprile 2004    | Spacewatch                   |
| 584609 | 2017 OD30                | 15 maggio 2012    | Pan-STARRS                   |
| 584610 | 2017 OW30                | 11 aprile 2016    | Pan-STARRS                   |
| 584611 | 2017 OG31                | 22 gennaio 2015   | Pan-STARRS                   |
| 584612 | 2017 OX31                | 1 novembre 2013   | Spacewatch                   |
| 584613 | 2017 OY31                | 26 gennaio 2015   | Pan-STARRS                   |
| 584614 | 2017 OA36                | 11 ottobre 2001   | Spacewatch                   |
| 584615 | 2017 OM36                | 15 aprile 2004    | SSS                          |
| 584616 | 2017 ON36                | 26 agosto 2013    | Pan-STARRS                   |
| 584617 | 2017 OH37                | 10 febbraio 2011  | Mount Lemmon Survey          |
| 584618 | 2017 OK38                | 11 settembre 2004 | Spacewatch                   |
| 584619 | 2017 OB40                | 4 aprile 2016     | Pan-STARRS                   |
| 584620 | 2017 OE40                | 15 settembre 2013 | Pan-STARRS                   |
| 584621 | 2017 OZ41                | 9 settembre 2004  | Spacewatch                   |
| 584622 | 2017 OP44                | 18 gennaio 2015   | Mount Lemmon Survey          |
| 584623 | 2017 OZ44                | 27 luglio 2017    | Pan-STARRS                   |
| 584624 | 2017 OV45                | 20 febbraio 2015  | Pan-STARRS                   |
| 584625 | 2017 OB46                | 8 febbraio 2015   | Mount Lemmon Survey          |
| 584626 | 2017 OO46                | 26 aprile 2008    | Spacewatch                   |
| 584627 | 2017 OZ46                | 27 ottobre 2005   | Mount Lemmon Survey          |
| 584628 | 2017 OE47                | 29 dicembre 2014  | Pan-STARRS                   |
| 584629 | 2017 OO47                | 14 settembre 2010 | Mount Lemmon Survey          |
| 584630 | 2017 OK48                | 27 gennaio 2011   | Mount Lemmon Survey          |
| 584631 | 2017 OB49                | 25 giugno 2017    | Pan-STARRS                   |
| 584632 | 2017 OP50                | 6 dicembre 2013   | Pan-STARRS                   |
| 584633 | 2017 OW50                | 13 febbraio 2007  | Mount Lemmon Survey          |
| 584634 | 2017 OL52                | 14 luglio 2013    | Pan-STARRS                   |
| 584635 | 2017 OE53                | 21 dicembre 2014  | Pan-STARRS                   |
| 584636 | 2017 OL54                | 24 febbraio 2012  | Mount Lemmon Survey          |
| 584637 | 2017 OR57                | 9 ottobre 2012    | Pan-STARRS                   |
| 584638 | 2017 OT57                | 30 luglio 2017    | Pan-STARRS                   |
| 584639 | 2017 OG58                | 21 febbraio 2007  | Mount Lemmon Survey          |
| 584640 | 2017 OW60                | 31 dicembre 2013  | Mount Lemmon Survey          |
| 584641 | 2017 OL63                | 10 settembre 2013 | Pan-STARRS                   |
| 584642 | 2017 OY63                | 17 gennaio 2015   | Pan-STARRS                   |
| 584643 | 2017 OM64                | 17 luglio 2004    | Cerro Tololo Obs.            |
| 584644 | 2017 OO64                | 22 settembre 2008 | Mount Lemmon Survey          |
| 584645 | 2017 OP66                | 28 settembre 2013 | CSS                          |
| 584646 | 2017 OH80                | 1 marzo 2011      | Mount Lemmon Survey          |
| 584647 | 2017 OE88                | 26 luglio 2017    | Pan-STARRS                   |
| 584648 | 2017 OG100               | 26 luglio 2017    | Pan-STARRS                   |
| 584649 | 2017 OC108               | 25 luglio 2017    | Pan-STARRS                   |
| 584650 | 2017 PX                  | 1 marzo 2011      | Mount Lemmon Survey          |
| 584651 | 2017 PU4                 | 16 febbraio 2015  | Pan-STARRS                   |
| 584652 | 2017 PZ5                 | 9 agosto 2013     | Spacewatch                   |
| 584653 | 2017 PB6                 | 13 luglio 2013    | Pan-STARRS                   |
| 584654 | 2017 PN7                 | 27 agosto 2005    | NEAT                         |
| 584655 | 2017 PR8                 | 10 agosto 2007    | Spacewatch                   |
| 584656 | 2017 PQ9                 | 11 gennaio 2011   | Spacewatch                   |
| 584657 | 2017 PW9                 | 3 ottobre 2013    | Pan-STARRS                   |
| 584658 | 2017 PJ12                | 1 agosto 2017     | Pan-STARRS                   |
| 584659 | 2017 PQ13                | 21 febbraio 2007  | Mount Lemmon Survey          |
| 584660 | 2017 PM15                | 6 marzo 2011      | Mount Lemmon Survey          |
| 584661 | 2017 PO15                | 11 settembre 2004 | Spacewatch                   |
| 584662 | 2017 PN18                | 11 dicembre 2013  | Pan-STARRS                   |
| 584663 | 2017 PV19                | 25 novembre 2013  | M. Schwartz, P. R. Holvorcem |
| 584664 | 2017 PY19                | 26 marzo 2003     | NEAT                         |
| 584665 | 2017 PQ21                | 24 novembre 2009  | Spacewatch                   |
| 584666 | 2017 PN29                | 26 ottobre 2013   | Mount Lemmon Survey          |
| 584667 | 2017 PD31                | 27 novembre 2013  | Pan-STARRS                   |
| 584668 | 2017 PR31                | 2 ottobre 2010    | Mount Lemmon Survey          |
| 584669 | 2017 PB32                | 2 marzo 2008      | Spacewatch                   |
| 584670 | 2017 PC32                | 5 febbraio 2011   | Pan-STARRS                   |
| 584671 | 2017 PN33                | 5 settembre 2008  | LINEAR                       |
| 584672 | 2017 PV33                | 13 gennaio 2008   | Spacewatch                   |
| 584673 | 2017 PG34                | 21 ottobre 2008   | Spacewatch                   |
| 584674 | 2017 PR38                | 4 marzo 2011      | Mount Lemmon Survey          |
| 584675 | 2017 PT38                | 1 luglio 2013     | Pan-STARRS                   |
| 584676 | 2017 PZ38                | 23 agosto 2004    | Spacewatch                   |
| 584677 | 2017 PY39                | 15 novembre 2006  | Spacewatch                   |
| 584678 | 2017 PB40                | 3 ottobre 2013    | Pan-STARRS                   |
| 584679 | 2017 PB52                | 12 agosto 2017    | Pan-STARRS                   |
| 584680 | 2017 PP53                | 3 agosto 2017     | Pan-STARRS                   |
| 584681 | 2017 PQ53                | 4 agosto 2017     | Pan-STARRS                   |
| 584682 | 2017 PJ55                | 1 agosto 2017     | Pan-STARRS                   |
| 584683 | 2017 QF1                 | 12 settembre 2005 | Spacewatch                   |
| 584684 | 2017 QW3                 | 20 settembre 2003 | Spacewatch                   |
| 584685 | 2017 QW4                 | 8 marzo 2005      | Mount Lemmon Survey          |
| 584686 | 2017 QV5                 | 9 agosto 2013     | Spacewatch                   |
| 584687 | 2017 QD7                 | 26 ottobre 2008   | Mount Lemmon Survey          |
| 584688 | 2017 QD9                 | 5 giugno 2016     | Pan-STARRS                   |
| 584689 | 2017 QW10                | 15 aprile 2007    | Spacewatch                   |
| 584690 | 2017 QX11                | 18 ottobre 1998   | Spacewatch                   |
| 584691 | 2017 QP12                | 10 aprile 2013    | Pan-STARRS                   |
| 584692 | 2017 QF14                | 6 marzo 2011      | Spacewatch                   |
| 584693 | 2017 QF17                | 27 luglio 2017    | Pan-STARRS                   |
| 584694 | 2017 QH19                | 2 gennaio 2012    | Mount Lemmon Survey          |
| 584695 | 2017 QY20                | 8 agosto 2013     | Pan-STARRS                   |
| 584696 | 2017 QM21                | 14 febbraio 2012  | Pan-STARRS                   |
| 584697 | 2017 QB22                | 7 settembre 2008  | Mount Lemmon Survey          |
| 584698 | 2017 QC23                | 29 maggio 2012    | Mount Lemmon Survey          |
| 584699 | 2017 QO24                | 22 marzo 2012     | Mount Lemmon Survey          |
| 584700 | 2017 QQ24                | 14 marzo 2016     | Mount Lemmon Survey          |

## 584701–584800
| Nome   | Designazione provvisoria | Data di scoperta  | Scopritore                   |
| ------ | ------------------------ | ----------------- | ---------------------------- |
| 584701 | 2017 QU24                | 9 febbraio 2010   | Spacewatch                   |
| 584702 | 2017 QY25                | 23 agosto 2003    | NEAT                         |
| 584703 | 2017 QO28                | 10 febbraio 2011  | Mount Lemmon Survey          |
| 584704 | 2017 QA31                | 11 febbraio 2011  | Mount Lemmon Survey          |
| 584705 | 2017 QD31                | 9 novembre 2013   | C. Rinner                    |
| 584706 | 2017 QG31                | 21 dicembre 2008  | Mount Lemmon Survey          |
| 584707 | 2017 QJ31                | 12 dicembre 2002  | NEAT                         |
| 584708 | 2017 QJ32                | 22 maggio 2003    | Spacewatch                   |
| 584709 | 2017 QG36                | 1 agosto 2009     | W. Bickel                    |
| 584710 | 2017 QL36                | 9 novembre 1999   | Spacewatch                   |
| 584711 | 2017 QR36                | 21 giugno 2009    | Mount Lemmon Survey          |
| 584712 | 2017 QX36                | 10 dicembre 2009  | Mount Lemmon Survey          |
| 584713 | 2017 QZ37                | 1 luglio 2017     | Pan-STARRS                   |
| 584714 | 2017 QN38                | 10 febbraio 2016  | Pan-STARRS                   |
| 584715 | 2017 QX39                | 6 agosto 2012     | Pan-STARRS                   |
| 584716 | 2017 QT40                | 27 agosto 2006    | Spacewatch                   |
| 584717 | 2017 QV41                | 1 ottobre 2008    | Mount Lemmon Survey          |
| 584718 | 2017 QK42                | 14 marzo 2007     | Mount Lemmon Survey          |
| 584719 | 2017 QQ42                | 19 gennaio 2012   | Pan-STARRS                   |
| 584720 | 2017 QX42                | 26 gennaio 2006   | Mount Lemmon Survey          |
| 584721 | 2017 QF43                | 1 aprile 2008     | Spacewatch                   |
| 584722 | 2017 QJ44                | 4 dicembre 2013   | Pan-STARRS                   |
| 584723 | 2017 QY44                | 4 gennaio 2011    | Mount Lemmon Survey          |
| 584724 | 2017 QK45                | 28 novembre 2013  | Mount Lemmon Survey          |
| 584725 | 2017 QS45                | 11 gennaio 2011   | Mount Lemmon Survey          |
| 584726 | 2017 QH48                | 10 febbraio 1999  | Spacewatch                   |
| 584727 | 2017 QU48                | 20 gennaio 2015   | Pan-STARRS                   |
| 584728 | 2017 QZ48                | 10 gennaio 2007   | Mount Lemmon Survey          |
| 584729 | 2017 QO49                | 14 agosto 2013    | Pan-STARRS                   |
| 584730 | 2017 QM50                | 12 aprile 2004    | Spacewatch                   |
| 584731 | 2017 QT50                | 13 novembre 2010  | Mount Lemmon Survey          |
| 584732 | 2017 QX50                | 28 settembre 2003 | Spacewatch                   |
| 584733 | 2017 QH51                | 21 settembre 2008 | Spacewatch                   |
| 584734 | 2017 QQ51                | 11 settembre 2007 | Spacewatch                   |
| 584735 | 2017 QT51                | 13 marzo 2012     | Mount Lemmon Survey          |
| 584736 | 2017 QB52                | 15 settembre 2013 | CSS                          |
| 584737 | 2017 QJ52                | 26 agosto 2012    | Pan-STARRS                   |
| 584738 | 2017 QU53                | 24 ottobre 2013   | Mount Lemmon Survey          |
| 584739 | 2017 QB54                | 11 marzo 2015     | Mount Lemmon Survey          |
| 584740 | 2017 QW54                | 10 ottobre 1999   | Spacewatch                   |
| 584741 | 2017 QG55                | 31 marzo 2013     | Spacewatch                   |
| 584742 | 2017 QL55                | 13 settembre 2005 | Spacewatch                   |
| 584743 | 2017 QX56                | 20 settembre 2007 | Spacewatch                   |
| 584744 | 2017 QV58                | 26 febbraio 2007  | Mount Lemmon Survey          |
| 584745 | 2017 QW58                | 31 gennaio 2006   | Spacewatch                   |
| 584746 | 2017 QO59                | 16 marzo 2007     | Mount Lemmon Survey          |
| 584747 | 2017 QV59                | 22 gennaio 2015   | Pan-STARRS                   |
| 584748 | 2017 QZ59                | 25 dicembre 2005  | Spacewatch                   |
| 584749 | 2017 QK60                | 21 settembre 2009 | Mount Lemmon Survey          |
| 584750 | 2017 QA61                | 22 agosto 2003    | NEAT                         |
| 584751 | 2017 QF61                | 8 settembre 2010  | Spacewatch                   |
| 584752 | 2017 QJ61                | 2 marzo 2011      | Mount Lemmon Survey          |
| 584753 | 2017 QL61                | 1 marzo 2012      | Mount Lemmon Survey          |
| 584754 | 2017 QU61                | 31 agosto 2014    | Pan-STARRS                   |
| 584755 | 2017 QL62                | 27 luglio 1995    | Spacewatch                   |
| 584756 | 2017 QZ62                | 15 gennaio 2015   | Pan-STARRS                   |
| 584757 | 2017 QD63                | 24 agosto 2012    | Spacewatch                   |
| 584758 | 2017 QG63                | 1 settembre 2013  | Mount Lemmon Survey          |
| 584759 | 2017 QT64                | 18 settembre 2003 | Spacewatch                   |
| 584760 | 2017 QM65                | 7 dicembre 2013   | M. Schwartz, P. R. Holvorcem |
| 584761 | 2017 QF66                | 2 settembre 2005  | NEAT                         |
| 584762 | 2017 QR66                | 16 maggio 2012    | Pan-STARRS                   |
| 584763 | 2017 QT66                | 16 maggio 2005    | NEAT                         |
| 584764 | 2017 QV81                | 18 giugno 2005    | Mount Lemmon Survey          |
| 584765 | 2017 QJ92                | 24 agosto 2017    | Pan-STARRS                   |
| 584766 | 2017 QK92                | 31 agosto 2017    | Mount Lemmon Survey          |
| 584767 | 2017 QT97                | 23 agosto 2017    | Pan-STARRS                   |
| 584768 | 2017 QH109               | 23 agosto 2017    | Pan-STARRS                   |
| 584769 | 2017 RQ1                 | 9 marzo 2011      | Spacewatch                   |
| 584770 | 2017 RZ2                 | 26 ottobre 2008   | CSS                          |
| 584771 | 2017 RM3                 | 13 marzo 2010     | Mount Lemmon Survey          |
| 584772 | 2017 RT4                 | 15 settembre 2009 | Spacewatch                   |
| 584773 | 2017 RL5                 | 15 ottobre 2012   | Pan-STARRS                   |
| 584774 | 2017 RD6                 | 7 ottobre 2008    | Mount Lemmon Survey          |
| 584775 | 2017 RS7                 | 28 dicembre 2005  | Spacewatch                   |
| 584776 | 2017 RB11                | 24 agosto 2017    | Pan-STARRS                   |
| 584777 | 2017 RY12                | 27 ottobre 2005   | Spacewatch                   |
| 584778 | 2017 RG16                | 6 agosto 2017     | Pan-STARRS                   |
| 584779 | 2017 RG18                | 21 dicembre 2008  | Mount Lemmon Survey          |
| 584780 | 2017 RQ19                | 16 settembre 2012 | Mount Lemmon Survey          |
| 584781 | 2017 RE20                | 20 settembre 2009 | Mount Lemmon Survey          |
| 584782 | 2017 RF20                | 9 febbraio 2003   | NEAT                         |
| 584783 | 2017 RJ20                | 8 aprile 2002     | Spacewatch                   |
| 584784 | 2017 RV20                | 16 ottobre 2013   | Mount Lemmon Survey          |
| 584785 | 2017 RZ20                | 27 febbraio 2012  | Pan-STARRS                   |
| 584786 | 2017 RK21                | 11 aprile 2005    | Mount Lemmon Survey          |
| 584787 | 2017 RM21                | 27 novembre 2013  | Mount Lemmon Survey          |
| 584788 | 2017 RZ21                | 17 settembre 2009 | Spacewatch                   |
| 584789 | 2017 RG22                | 13 luglio 2013    | Mount Lemmon Survey          |
| 584790 | 2017 RB23                | 14 ottobre 2007   | Mount Lemmon Survey          |
| 584791 | 2017 RQ23                | 14 gennaio 2011   | Mount Lemmon Survey          |
| 584792 | 2017 RZ23                | 10 marzo 2007     | Mount Lemmon Survey          |
| 584793 | 2017 RS25                | 18 gennaio 2012   | Mount Lemmon Survey          |
| 584794 | 2017 RV26                | 26 ottobre 2009   | S. Okumura, T. Sakamoto      |
| 584795 | 2017 RD29                | 7 agosto 2008     | Spacewatch                   |
| 584796 | 2017 RH30                | 24 ottobre 2009   | Spacewatch                   |
| 584797 | 2017 RQ30                | 1 maggio 2013     | Mount Lemmon Survey          |
| 584798 | 2017 RJ31                | 17 novembre 2009  | Mount Lemmon Survey          |
| 584799 | 2017 RO31                | 28 settembre 2000 | Spacewatch                   |
| 584800 | 2017 RY31                | 15 febbraio 2015  | Pan-STARRS                   |

## 584801–584900
| Nome   | Designazione provvisoria | Data di scoperta  | Scopritore          |
| ------ | ------------------------ | ----------------- | ------------------- |
| 584801 | 2017 RJ33                | 10 ottobre 2012   | Mount Lemmon Survey |
| 584802 | 2017 RL34                | 6 maggio 2011     | Spacewatch          |
| 584803 | 2017 RB36                | 2 marzo 2006      | Spacewatch          |
| 584804 | 2017 RJ36                | 15 febbraio 2013  | ESA OGS             |
| 584805 | 2017 RR36                | 25 febbraio 2009  | F. Hormuth          |
| 584806 | 2017 RF37                | 2 marzo 2006      | Spacewatch          |
| 584807 | 2017 RH37                | 13 ottobre 2013   | C. Rinner           |
| 584808 | 2017 RN37                | 13 settembre 2007 | Mount Lemmon Survey |
| 584809 | 2017 RV39                | 1 novembre 2010   | Mount Lemmon Survey |
| 584810 | 2017 RS40                | 6 settembre 2008  | Mount Lemmon Survey |
| 584811 | 2017 RY40                | 16 settembre 2004 | Spacewatch          |
| 584812 | 2017 RH41                | 3 novembre 1996   | Spacewatch          |
| 584813 | 2017 RQ41                | 10 settembre 2007 | Mount Lemmon Survey |
| 584814 | 2017 RO42                | 5 febbraio 2011   | Pan-STARRS          |
| 584815 | 2017 RP43                | 11 marzo 2003     | NEAT                |
| 584816 | 2017 RP44                | 13 febbraio 2008  | Spacewatch          |
| 584817 | 2017 RT44                | 3 marzo 2006      | Spacewatch          |
| 584818 | 2017 RX45                | 26 marzo 2007     | Spacewatch          |
| 584819 | 2017 RP46                | 1 marzo 2011      | Mount Lemmon Survey |
| 584820 | 2017 RA47                | 13 dicembre 2004  | Mauna Kea Obs.      |
| 584821 | 2017 RC48                | 17 settembre 1995 | Spacewatch          |
| 584822 | 2017 RR48                | 5 ottobre 2013    | Pan-STARRS          |
| 584823 | 2017 RZ50                | 14 gennaio 2011   | Spacewatch          |
| 584824 | 2017 RQ52                | 30 novembre 2008  | Mount Lemmon Survey |
| 584825 | 2017 RZ54                | 10 febbraio 2015  | Mount Lemmon Survey |
| 584826 | 2017 RK56                | 18 settembre 2007 | Spacewatch          |
| 584827 | 2017 RX56                | 5 ottobre 2013    | Pan-STARRS          |
| 584828 | 2017 RL57                | 29 agosto 2006    | Spacewatch          |
| 584829 | 2017 RJ58                | 18 ottobre 2012   | Pan-STARRS          |
| 584830 | 2017 RV60                | 29 agosto 2013    | Pan-STARRS          |
| 584831 | 2017 RR61                | 21 febbraio 2006  | Mount Lemmon Survey |
| 584832 | 2017 RS61                | 3 ottobre 2013    | Pan-STARRS          |
| 584833 | 2017 RE63                | 21 ottobre 2012   | Mount Lemmon Survey |
| 584834 | 2017 RY63                | 13 settembre 2007 | CSS                 |
| 584835 | 2017 RZ64                | 23 ottobre 2009   | Spacewatch          |
| 584836 | 2017 RB66                | 9 marzo 2007      | Mount Lemmon Survey |
| 584837 | 2017 RQ66                | 24 aprile 2006    | Spacewatch          |
| 584838 | 2017 RB67                | 16 novembre 1995  | Spacewatch          |
| 584839 | 2017 RJ67                | 14 marzo 2007     | Spacewatch          |
| 584840 | 2017 RS67                | 9 novembre 2009   | Spacewatch          |
| 584841 | 2017 RB68                | 5 febbraio 2011   | Pan-STARRS          |
| 584842 | 2017 RH68                | 16 settembre 2012 | Spacewatch          |
| 584843 | 2017 RL68                | 22 agosto 2004    | Spacewatch          |
| 584844 | 2017 RR68                | 17 settembre 2012 | Mount Lemmon Survey |
| 584845 | 2017 RV68                | 7 settembre 2008  | Mount Lemmon Survey |
| 584846 | 2017 RB70                | 26 febbraio 2009  | Mount Lemmon Survey |
| 584847 | 2017 RV70                | 7 ottobre 2007    | Mount Lemmon Survey |
| 584848 | 2017 RS71                | 29 gennaio 2012   | Mount Lemmon Survey |
| 584849 | 2017 RV71                | 20 ottobre 2003   | Spacewatch          |
| 584850 | 2017 RV74                | 20 aprile 2012    | Spacewatch          |
| 584851 | 2017 RZ74                | 24 aprile 2012    | Mount Lemmon Survey |
| 584852 | 2017 RC75                | 24 febbraio 2009  | Mount Lemmon Survey |
| 584853 | 2017 RZ75                | 23 settembre 2009 | Mount Lemmon Survey |
| 584854 | 2017 RC76                | 3 ottobre 2013    | Mount Lemmon Survey |
| 584855 | 2017 RR76                | 15 agosto 2004    | Cerro Tololo Obs.   |
| 584856 | 2017 RC78                | 25 ottobre 2013   | Mount Lemmon Survey |
| 584857 | 2017 RG78                | 14 gennaio 2011   | Mount Lemmon Survey |
| 584858 | 2017 RR78                | 26 dicembre 2005  | Mount Lemmon Survey |
| 584859 | 2017 RW79                | 20 aprile 2007    | Mount Lemmon Survey |
| 584860 | 2017 RX80                | 2 ottobre 2006    | Mount Lemmon Survey |
| 584861 | 2017 RE81                | 20 settembre 2008 | Mount Lemmon Survey |
| 584862 | 2017 RD83                | 1 aprile 2003     | NEAT                |
| 584863 | 2017 RM83                | 16 ottobre 2012   | Mount Lemmon Survey |
| 584864 | 2017 RA84                | 2 ottobre 2014    | Spacewatch          |
| 584865 | 2017 RB84                | 13 aprile 2004    | Spacewatch          |
| 584866 | 2017 RN84                | 10 febbraio 2011  | Mount Lemmon Survey |
| 584867 | 2017 RB85                | 30 dicembre 2008  | Spacewatch          |
| 584868 | 2017 RN85                | 3 settembre 2008  | Spacewatch          |
| 584869 | 2017 RO85                | 30 gennaio 2006   | Spacewatch          |
| 584870 | 2017 RV85                | 9 febbraio 2010   | Mount Lemmon Survey |
| 584871 | 2017 RW85                | 27 novembre 2013  | Pan-STARRS          |
| 584872 | 2017 RC86                | 14 dicembre 2013  | Mount Lemmon Survey |
| 584873 | 2017 RO87                | 1 novembre 2005   | Spacewatch          |
| 584874 | 2017 RT87                | 21 settembre 2009 | Mount Lemmon Survey |
| 584875 | 2017 RY87                | 23 novembre 2009  | Spacewatch          |
| 584876 | 2017 RO88                | 23 settembre 2004 | Spacewatch          |
| 584877 | 2017 RS88                | 25 aprile 2003    | Spacewatch          |
| 584878 | 2017 RM89                | 28 gennaio 2015   | Pan-STARRS          |
| 584879 | 2017 RW89                | 9 ottobre 2007    | Mount Lemmon Survey |
| 584880 | 2017 RP90                | 31 gennaio 2006   | Spacewatch          |
| 584881 | 2017 RE91                | 10 marzo 2007     | Spacewatch          |
| 584882 | 2017 RP91                | 6 ottobre 2004    | Spacewatch          |
| 584883 | 2017 RW91                | 30 gennaio 2006   | Spacewatch          |
| 584884 | 2017 RD92                | 15 ottobre 2004   | Mount Lemmon Survey |
| 584885 | 2017 RE92                | 8 agosto 2013     | Pan-STARRS          |
| 584886 | 2017 RK92                | 20 gennaio 2015   | Pan-STARRS          |
| 584887 | 2017 RL92                | 30 dicembre 2005  | Spacewatch          |
| 584888 | 2017 RD94                | 19 ottobre 1999   | Spacewatch          |
| 584889 | 2017 RM95                | 3 ottobre 2013    | Mount Lemmon Survey |
| 584890 | 2017 RP95                | 16 febbraio 2010  | Mount Lemmon Survey |
| 584891 | 2017 RQ96                | 3 ottobre 2013    | Mount Lemmon Survey |
| 584892 | 2017 RX100               | 2 ottobre 2000    | LONEOS              |
| 584893 | 2017 RB101               | 11 ottobre 2012   | Pan-STARRS          |
| 584894 | 2017 RK102               | 2 ottobre 2008    | Spacewatch          |
| 584895 | 2017 RU102               | 14 luglio 2013    | Pan-STARRS          |
| 584896 | 2017 RV102               | 2 settembre 2017  | Pan-STARRS          |
| 584897 | 2017 RZ102               | 23 febbraio 2015  | Pan-STARRS          |
| 584898 | 2017 RC103               | 21 agosto 2000    | LONEOS              |
| 584899 | 2017 RL103               | 16 settembre 2006 | CSS                 |
| 584900 | 2017 RJ104               | 16 luglio 2008    | R. Holmes           |

## 584901–585000
| Nome   | Designazione provvisoria | Data di scoperta  | Scopritore                      |
| ------ | ------------------------ | ----------------- | ------------------------------- |
| 584901 | 2017 RU104               | 3 marzo 2016      | Pan-STARRS                      |
| 584902 | 2017 RG108               | 9 novembre 2013   | Mount Lemmon Survey             |
| 584903 | 2017 RJ108               | 26 gennaio 2015   | Pan-STARRS                      |
| 584904 | 2017 RW108               | 14 febbraio 2005  | CSS                             |
| 584905 | 2017 RL109               | 29 dicembre 2003  | Spacewatch                      |
| 584906 | 2017 RO110               | 14 settembre 2017 | Pan-STARRS                      |
| 584907 | 2017 RA119               | 12 settembre 2017 | Pan-STARRS                      |
| 584908 | 2017 RK121               | 2 settembre 2017  | Pan-STARRS                      |
| 584909 | 2017 SL3                 | 21 ottobre 2008   | Mount Lemmon Survey             |
| 584910 | 2017 SF4                 | 9 novembre 2013   | Mount Lemmon Survey             |
| 584911 | 2017 SX4                 | 27 gennaio 2015   | Pan-STARRS                      |
| 584912 | 2017 SW7                 | 16 settembre 2017 | Pan-STARRS                      |
| 584913 | 2017 SM14                | 10 novembre 2013  | Spacewatch                      |
| 584914 | 2017 SJ15                | 31 dicembre 2013  | L. Elenin                       |
| 584915 | 2017 SW16                | 3 giugno 2011     | Mount Lemmon Survey             |
| 584916 | 2017 SC23                | 1 ottobre 2008    | Mount Lemmon Survey             |
| 584917 | 2017 SD23                | 27 agosto 2000    | R. Millis, L. H. Wasserman      |
| 584918 | 2017 SJ23                | 20 aprile 2012    | Mount Lemmon Survey             |
| 584919 | 2017 ST24                | 19 luglio 2007    | Mount Lemmon Survey             |
| 584920 | 2017 SW25                | 20 marzo 2002     | Kitt Peak Obs.                  |
| 584921 | 2017 SF30                | 21 marzo 2015     | Pan-STARRS                      |
| 584922 | 2017 SR30                | 28 aprile 2011    | Mount Lemmon Survey             |
| 584923 | 2017 SM31                | 21 aprile 2012    | Mount Lemmon Survey             |
| 584924 | 2017 SQ31                | 7 novembre 2007   | Spacewatch                      |
| 584925 | 2017 SK32                | 23 ottobre 2003   | L. H. Wasserman, D. E. Trilling |
| 584926 | 2017 SR33                | 28 settembre 2008 | Mount Lemmon Survey             |
| 584927 | 2017 SZ35                | 27 novembre 2013  | Pan-STARRS                      |
| 584928 | 2017 SG37                | 26 ottobre 2013   | Mount Lemmon Survey             |
| 584929 | 2017 SK37                | 20 novembre 2009  | Spacewatch                      |
| 584930 | 2017 SP37                | 2 agosto 2011     | Pan-STARRS                      |
| 584931 | 2017 SF38                | 12 aprile 2016    | Pan-STARRS                      |
| 584932 | 2017 SR38                | 22 gennaio 2015   | Pan-STARRS                      |
| 584933 | 2017 SN39                | 15 giugno 2004    | LINEAR                          |
| 584934 | 2017 SO39                | 13 gennaio 2015   | Pan-STARRS                      |
| 584935 | 2017 SH40                | 5 settembre 2008  | Spacewatch                      |
| 584936 | 2017 SW41                | 12 luglio 2016    | Mount Lemmon Survey             |
| 584937 | 2017 SA42                | 25 settembre 2011 | Pan-STARRS                      |
| 584938 | 2017 SQ42                | 30 ottobre 2009   | Mount Lemmon Survey             |
| 584939 | 2017 SW42                | 30 dicembre 2008  | Mount Lemmon Survey             |
| 584940 | 2017 SM43                | 26 settembre 2013 | Mount Lemmon Survey             |
| 584941 | 2017 SR43                | 10 novembre 2013  | Mount Lemmon Survey             |
| 584942 | 2017 ST43                | 17 gennaio 2008   | Spacewatch                      |
| 584943 | 2017 SW43                | 10 settembre 2013 | Pan-STARRS                      |
| 584944 | 2017 SZ43                | 4 febbraio 2000   | Spacewatch                      |
| 584945 | 2017 SR44                | 15 ottobre 2007   | Spacewatch                      |
| 584946 | 2017 SD45                | 3 ottobre 2013    | Spacewatch                      |
| 584947 | 2017 SM46                | 23 settembre 2004 | Spacewatch                      |
| 584948 | 2017 SR46                | 16 luglio 2013    | Pan-STARRS                      |
| 584949 | 2017 SN47                | 16 agosto 2017    | Pan-STARRS                      |
| 584950 | 2017 SR47                | 27 ottobre 2005   | Spacewatch                      |
| 584951 | 2017 SV47                | 15 ottobre 2013   | Mount Lemmon Survey             |
| 584952 | 2017 SZ47                | 3 ottobre 2013    | Spacewatch                      |
| 584953 | 2017 SA48                | 14 agosto 2004    | Cerro Tololo Obs.               |
| 584954 | 2017 SQ48                | 10 febbraio 2011  | Mount Lemmon Survey             |
| 584955 | 2017 ST48                | 30 luglio 2008    | Mount Lemmon Survey             |
| 584956 | 2017 SV51                | 1 gennaio 2012    | Mount Lemmon Survey             |
| 584957 | 2017 SX51                | 13 marzo 2007     | Mount Lemmon Survey             |
| 584958 | 2017 SD52                | 9 settembre 2008  | Mount Lemmon Survey             |
| 584959 | 2017 SF52                | 4 settembre 2008  | Spacewatch                      |
| 584960 | 2017 SO52                | 1 marzo 2008      | Mount Lemmon Survey             |
| 584961 | 2017 SN54                | 11 ottobre 2004   | Spacewatch                      |
| 584962 | 2017 SK55                | 12 febbraio 2015  | Pan-STARRS                      |
| 584963 | 2017 SO55                | 9 giugno 2016     | Pan-STARRS                      |
| 584964 | 2017 SZ55                | 6 gennaio 2010    | Mount Lemmon Survey             |
| 584965 | 2017 SB57                | 24 febbraio 2012  | Mount Lemmon Survey             |
| 584966 | 2017 SR57                | 5 giugno 2016     | Pan-STARRS                      |
| 584967 | 2017 SD58                | 6 ottobre 2008    | Mount Lemmon Survey             |
| 584968 | 2017 SX58                | 27 settembre 2009 | Mount Lemmon Survey             |
| 584969 | 2017 SB59                | 10 aprile 2008    | Spacewatch                      |
| 584970 | 2017 ST59                | 11 dicembre 2013  | Pan-STARRS                      |
| 584971 | 2017 SD60                | 27 marzo 2015     | Pan-STARRS                      |
| 584972 | 2017 SM60                | 26 novembre 2014  | Pan-STARRS                      |
| 584973 | 2017 SP60                | 9 maggio 2007     | Spacewatch                      |
| 584974 | 2017 SA62                | 5 giugno 2016     | Pan-STARRS                      |
| 584975 | 2017 SN62                | 25 settembre 2001 | NEAT                            |
| 584976 | 2017 SY62                | 19 novembre 2003  | Spacewatch                      |
| 584977 | 2017 SY63                | 1 ottobre 1995    | Spacewatch                      |
| 584978 | 2017 SH64                | 23 settembre 1995 | Spacewatch                      |
| 584979 | 2017 SL64                | 3 ottobre 2013    | Pan-STARRS                      |
| 584980 | 2017 SC66                | 10 marzo 2011     | Spacewatch                      |
| 584981 | 2017 SK67                | 31 gennaio 2006   | Spacewatch                      |
| 584982 | 2017 SF68                | 28 marzo 2003     | G. Masi, R. Michelsen           |
| 584983 | 2017 SP70                | 26 settembre 2006 | Mount Lemmon Survey             |
| 584984 | 2017 SW70                | 21 marzo 2015     | Pan-STARRS                      |
| 584985 | 2017 SP72                | 27 novembre 2014  | Pan-STARRS                      |
| 584986 | 2017 SW73                | 9 ottobre 2012    | Pan-STARRS                      |
| 584987 | 2017 SN74                | 29 novembre 2003  | Spacewatch                      |
| 584988 | 2017 SL75                | 23 gennaio 2006   | Spacewatch                      |
| 584989 | 2017 SP75                | 5 novembre 2007   | Mount Lemmon Survey             |
| 584990 | 2017 SE76                | 26 marzo 2009     | Mount Lemmon Survey             |
| 584991 | 2017 SL77                | 2 settembre 2008  | Spacewatch                      |
| 584992 | 2017 SR77                | 10 agosto 2007    | Spacewatch                      |
| 584993 | 2017 SU77                | 29 ottobre 2008   | Mount Lemmon Survey             |
| 584994 | 2017 SV77                | 11 marzo 2005     | Mount Lemmon Survey             |
| 584995 | 2017 SE78                | 11 novembre 2013  | Spacewatch                      |
| 584996 | 2017 SL78                | 6 settembre 2008  | Mount Lemmon Survey             |
| 584997 | 2017 SJ79                | 21 marzo 2015     | Pan-STARRS                      |
| 584998 | 2017 SF80                | 14 agosto 2013    | Pan-STARRS                      |
| 584999 | 2017 SS80                | 28 novembre 2013  | CSS                             |
| 585000 | 2017 SX80                | 19 gennaio 2004   | Spacewatch                      |